# Cassephyra luteocephalata
Cassephyra luteocephalata là một loài bướm đêm trong họ Geometridae.